# Susuwatari
Susuwatari (ススワタリ lit. «Hollín errante»?), también llamados como makkuro kurosuke (まっくろくろすけ cuya traducción sería «asistentes muy oscuros»?), es el nombre dado a una variedad de yōkais ficticios, creados por el director japonés Hayao Miyazaki. Los susuwatari aparecen en dos famosas películas del Studio Ghibli; Mi vecino Totoro y El viaje de Chihiro. Previamente se les conocía como «espíritus de hollín» en las primeras versiones de los subtítulos, como «conejos de polvo» en el doblaje de Fox/Torma, como «duendecillos de polvo» en el doblaje posterior y como «gremlins de hollín» en el doblaje hecho por Walt Disney Studios.

## Descripción
Los susuwataris son descritos y mostrados como pequeños seres del tamaño de una bola de golf, extremadamente oscuros, con lo que parece ser cabello rizado y puntiagudo, dos grandes ojos y largas y delgadas piernas. Se asemejan a una mota negra y están hechos de hollín. Normalmente curiosos y asustadizos, rehúyen la presencia humana escondiéndose en cualquier abertura pequeña y oscura. Se explica que normalmente no pueden verse, pero que en ocasiones, al pasar de un lugar oscuro a uno iluminado se les puede avistar. Ocupan casas viejas y abandonadas, flotando y cubriéndolo todo de polvo. Hacen un sonido similar a un murmullo chirriante cuando están entusiasmados y se vuelven polvo (hollín) si son aplastados.

## Mi vecino totoro
En Mi vecino Totoro, la casa a la que la familia Kusakabe se muda está llena de ellos. Mei y Satsuki jugaban a buscarlos, y al ver que la familia Kusakabe estaba compuesta por gente de bien, los susuwataris deciden no molestarlos y dejan la casa para ocupar alguna otra edificación abandonada.

## El viaje de Chihiro
Los susuwataris luego reaparecen en El viaje de Chihiro, como trabajadores en la sala de calderas de Kamajii. Son pequeños, negros como el hollín y aparentemente con pelo rizado, con cuerpos esféricos y dos ojos curiosos. Ellos se mueven flotando por los alrededores, pero pueden extender piernas y brazos de sus cuerpos para desempeñar ciertas erena en el servicio tareas, y pueden levantar objetos muchas veces más pesados que ellos mismos.
La protagonista, Sen (Chihiro), se hace amiga de algunos de ellos al ayudarlos a cargar carbón. A Sen se le dice que si a los susuwataris no se les encomienda alguna tarea, se convierten de nuevo en hollín. Otro personaje, Lin, alimenta a los susuwataris similar a como los granjeros alimentan a los pollos, lanzándoles puñados de kompeitō (caramelo japonés) al suelo para que ellos lo coman. Cuando Sen es aceptada entre el personal de la casa de baños, principalmente por Kamajii y Lin, los susuwataris se convierten en admiradores de ella, y la ayudan de pequeñas formas.

## Zen - Grogu and Dust Bunnies
Los susuwatari  aparecen nuevamente en el corto animado "Zen - Grogu and Dust Bunnies"  presentado inicialmente en la cuenta de Twitter de  Studio Ghibli y estrenado en el servicio de streaming Disney +.